# 勇武派

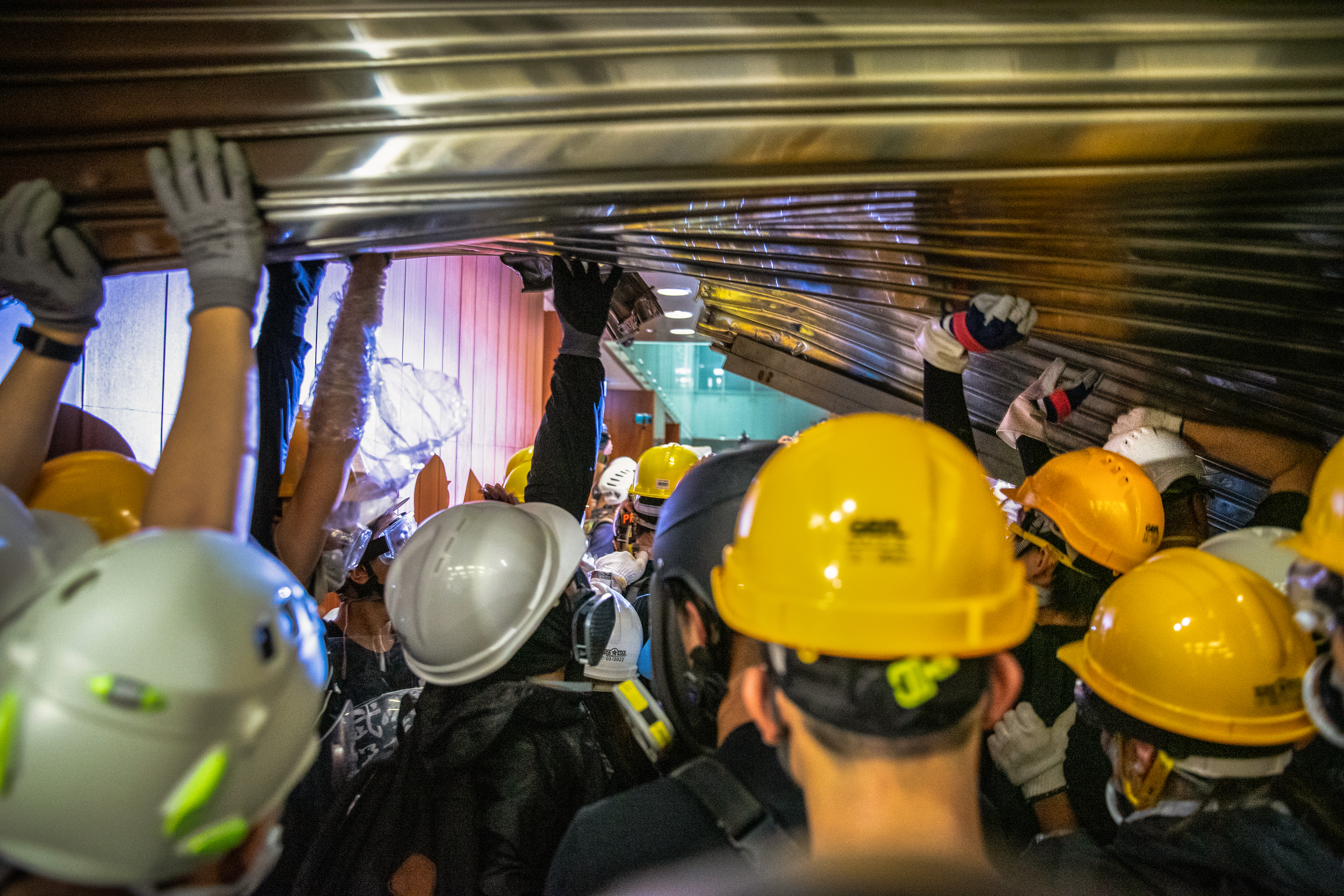
立法會綜合大樓一群勇武派示威者

勇武派或勇武主義（Valiantism），是香港一個於2014年雨傘革命後，從非建制派中崛起的新興政治派別，以其提倡包括暴力及直接挑战纪律部队执法等的激進手段爭取普选的主張而著稱，常與香港本土主義共生。

## 意義
所謂「勇武」對應英文即「Valiant」，意思近似「勇敢」，而指人即為「勇敢而英勇的戰士」、勇士。勇武派人士认为，做「勇者」為一種社會責任、正確、自豪。排除不理智手段，其更意圖同時採納工具理性（instrumental rationality）以及價值理性（value rationality），即用盡政治宣傳（文宣）和所有示威、佔領方法。
勇武派常指非建制派系當中，強調「勇武抗爭」，有反抗政府和作戰情況。其與傳統泛民主派或者本土派不同，相對激進民主派更加「激進」。由於香港政治環境所導致，一定數量之勇武人士都親本土主義甚至獨立運動和反共，但不一定有明顯立場，有時只針對一個政策命令，或者一宗社會事件。而且有媒體或者政客指，本地中學生、大學生與學生會都有一定關係。
而立場親共而有相似或更甚手法，即被歸類為左派社團，與勇武派對立。
中華人民共和國中央政府只回應非建制勇武派問題，指其等同恐怖主義。建制組織認為，勇武會有反效果。另外，有反共報紙指親政府地下組織會介入，例子有地下黨、影子政府、「西環治港」風險。

## 例子

### 行動
- 光復行動
- 佔領立法會

### 組織
- 勇武前綫
- 香港民族黨
- 本土民主前綫
- 香港民族陣綫
- 調理農務蘭花系
- 光城者